# Фирер, Олег Павлович
Олег Павлович Фирер (англ. Oleg Firer; род. 18 сентября 1977, Одесса) — американский и гренадский предприниматель, дипломат и технолог. Бывший чрезвычайный и полномочный посол Гренады в Российской Федерации.
В 2018—2021 годах — делегат Гренады во Всемирной организации здравоохранения (ВОЗ). С 2020 по 2021 год — чрезвычайный и полномочный посол-нерезидент Гренады (по совместительству) в Республике Сербия, Республике Казахстан, Чешской Республике, Венгрии и Княжестве Монако.
6 апреля 2017 года вручил копии верительных грамот заместителю министра иностранных дел Российской Федерации Сергею Рябкову и стал первым чрезвычайным и полномочным послом Гренады в Российской Федерации. 3 октября 2017 года вручил верительные грамоты президенту Российской Федерации Владимиру Путину.

## Происхождение
Родился в еврейской семье в Одессе, в 1989 году вместе с семьёй стал беженцем в США.

## Биография
Основатель американской платёжной системы Unified Payments, до 5 ноября 2021 года являлся председателем совета директоров и генеральным директором Net Element (NASDAQ: NETE). Является председателем наблюдательного совета Ассоциации Восточно-Карибских блокчейнов, а также председателем совета директоров частной, многонациональной инвестиционной компаний «Стар Капитал».
С 2019 года — амбассадор туристического проекта «Золотое кольцо Боспорского царства» — туристический маршрут по местам, где в античное время располагались города древнего государства.
Член совета директоров и членом консультативного совета компаний: Progressive Care, Inc. (OTCQB:RXMD) (сентябрь 2017 — настоящее время), E2Exchange, динамического сообщества предпринимателей в Великобритании (декабрь 2016 — настоящее время), StarTeleMed (декабрь 2015 — настоящее время), Gainfy Foundation (март 2018 — настоящее время) и Star Development (октябрь 2017 — настоящее время). Председатель попечительского совета «Международной ассоциации экономического развития» (IAED).

## Благотворительная работа
Активно поддерживает инициативы семейного благотворительного фонда «Firer Family Charitable Foundation», целью которого является помощь семьям и детям. Кроме того, является членом попечительского совета российского Хабад центра Южной Флориды.

## Награды и заслуги
- Награда «Мощный лидер 2017» (Power Leader 2017) по версии журнала Business Journal, январь 2017[12]
- Награда «40 до 40» (40 Under 40 Award) по версии журнала Business Journal, июнь 2016[13]
- Журнал Форбс включил Фирера в пятёрку наиболее успешных предпринимателей (5 Incredible Entrepreneurs)[14]
- Первое место в рейтинге «Инк 500», как основатель самой быстрорастущей частной компаний в Соединённых Штатах, сентябрь 2012[15]
- Премия «Лучший предприниматель Южной Флориды» по версии журнала Business Leader Magazine, апрель 2013[16]
- Премия «Best in Biz Award in Executive of the Year Category» (Best in Biz Awards), ноябрь 2013[17]
- Самый влиятельный бизнесмен в Майами по версии журнала Poder Magazine, декабрь 2012[18]
- Премия «Делец года» по версии журнала Finance Monthly, январь 2014[19]
- Премия «Выдающийся лидер» (Upwardly Global), июнь 2014[20]